# Walter Crook
Walter Crook (Whittle-le-Woods, 28 april 1913 – 27 december 1988) was een Engels voetballer en voetbalcoach.
Als voetballer kwam Walter Crook uit voor Blackburn Rovers. Als linksbenige vleugelverdediger speelde hij tussen 1932 en 1947 voor de club. Bijzonder is dat hij tussen december 1934 en het uitbreken van de Tweede Wereldoorlog geen enkel duel in de competitie of FA Cup miste. Hij speelde 228 wedstrijden zonder er één te missen, nog steeds een ongeëvenaard record bij de club. In 1947 verliet hij Blackburn Rovers wegens een meningsverschil met de trainer. Bij zijn volgende club, de nabijgelegen rivaal Bolton Wanderers, speelde hij slechts 28 wedstrijden alvorens hij wegens een blessure moest stoppen met voetballen.
Nadat hij gestopt was met voetballen begon hij als coach. Zijn eerste betrekking was AFC Ajax waar hij vanaf het seizoen 1948/1949 aan de slag ging. Het voetbal was indertijd nog puur op amateurbasis in Nederland, en Walter Crook wist met de club geen prijzen te winnen met uitzondering van een regionaal kampioenschap in de afdeling West II. Na twee jaar werd hij opgevolgd door de legendarische Jack Reynolds. Walter Crook keerde terug naar zijn wortels in noord Engeland en vervolgde zijn carrière bij Accrington Stanley. Na een tumultueuze periode stapte hij in 1953 op. Hij keerde voor een seizoen (1953/1954) terug naar Amsterdam. Hierna werd het profvoetbal in Nederland ingevoerd en werd hij opgevolgd door Karl Humenberger.
Crook keerde terug naar Engeland als coach van Wigan Athletic voor een jaar. Hierna werd hij trainer bij Preston North End, een functie die hij vervulde tot ongeveer 1970.